# Oliver Kragl
Oliver Kragl (ur. 12 maja 1990 roku w Wolfsburgu) – niemiecki piłkarz występujący na pozycji pomocnika. Od 2016 gra w zespole Frosinone Calcio. Wychowanek VfL Wolfsburg.